# Felix Somló
Felix Somló (n. 21 iulie 1873, Pozsony, Austro-Ungaria – d. 28 septembrie 1920, Cluj, România) a fost un profesor de drept la Universitatea Franz Joseph din Cluj. S-a sinucis din disperare și în semn de protest față de transformările impuse de autoritățile române prin înființarea la Cluj a Universității Regele Ferdinand I.